# المنتدى الجديد لاستعادة الديمقراطية - كينيا
المنتدى الجديد لاستعادة الديمقراطية - كينيا، كان حزبًا سياسيًا في كينيا.

## التاريخ
تأسس الحزب في ديسمبر 2006 من قبل 12 نائباً من منتدى استعادة الديمقراطية - كينيا. لم يتقدم الحزب الجديد بمرشح رئاسي في الانتخابات العامة لعام 2007، لكنه فاز بمقعدين في الجمعية الوطنية. في عام 2011، انضم يوجين وامالوا إلى الحزب وأعلن عن خططه ليكون مرشح الحزب للرئاسة في الانتخابات العامة لعام 2013. خلق هذا اهتمامًا بالحزب في مقاطعته الأصلية بونغوما وترانس نزويا، وبحلول أكتوبر 2012، سجل الحزب 67,345 عضوًا وفاز بثلاثة مقاعد مدنية في بونغوما وترانس نزويا.
في الفترة التي سبقت انتخابات مارس 2013، كان الحزب يعمل مع «أحزاب متشابهة التفكير» مثل التحالف الوطني والحزب الجمهوري المتحد وحركة ممسحة الديمقراطية. لكنه استُبعد من تحالف اليوبيل. في ديسمبر 2012، انضم الحزب إلى ائتلاف أماني إلى جانب حزب الرؤية الوطنية والحركة الديمقراطية المتحدة والاتحاد الوطني الأفريقي الكيني لتقديم مرشح رئاسي واحد في انتخابات 2013. تم اختيار موساليا مودافادي كمرشح عن التحالف، حيث احتل المركز الرابع بنسبة 4 ٪ من الأصوات. في الانتخابات البرلمانية، فاز الحزب بمقعد واحد في مجلس الشيوخ وسبعة مقاعد في الجمعية الوطنية.
في عام 2016 اندمج الحزب في حزب اليوبيل.